# Rita Gorr

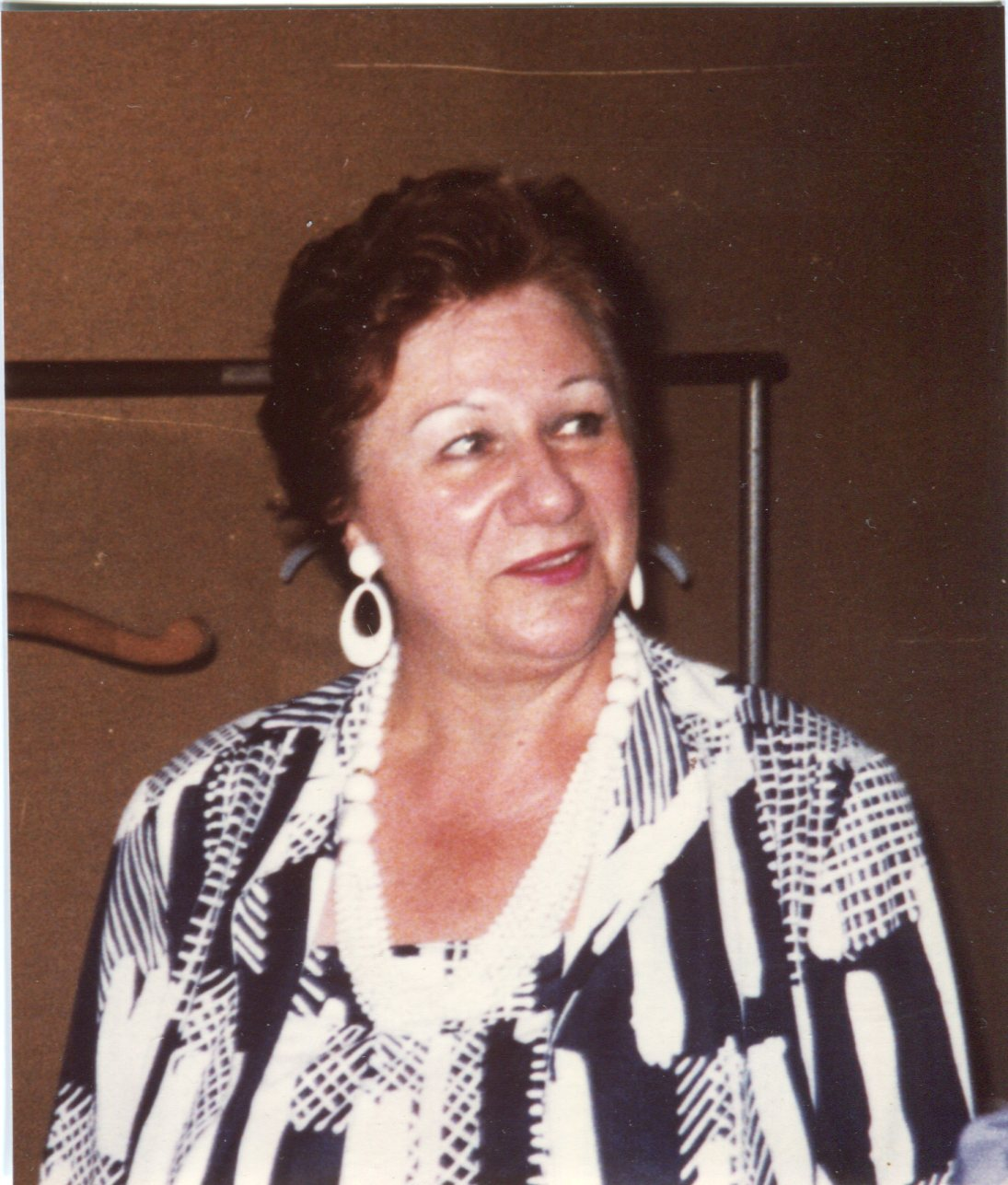
Rita Gorr (1986)

Rita Gorr (* 18. Februar 1926 in Zelzate; † 22. Januar 2012 in Benidorm, Spanien) war eine belgische Opernsängerin (Dramatischer Mezzosopran und Alt).

## Leben
Gorr wurde als Marguerite Geirnaert in Zelzate, einer belgischen Kleinstadt in der Nähe von Gent, geboren. Sie studierte Gesang in Gent und seit 1943 am Königlichen Konservatorium Brüssel (Conservatoire Royal de Bruxelles) bei Vina Bovy and Germaine Hoerner. 1943 gewann sie den Gesangswettbewerb von Verviers (Concours de Chant de Verviers). 1952 gewann sie den Ersten Preis beim Internationalen Gesangswettbewerb in Lausanne.
1949 gab sie an der Flämischen Oper (De Vlaamse Opera) in Antwerpen ihr Bühnendebüt als Opernsängerin mit der Rolle der Fricka in Die Walküre. Von 1949 bis 1952 war Gorr festes Ensemblemitglied an der Opéra du Rhin in Straßburg. Sie sang dort unter anderem die Titelrolle in Carmen, Maddalena in Rigoletto (1949), Amneris in Aida und die Hosenrolle des Orpheus in Orpheus und Eurydike. 1951 trat sie dort auch in der französischen Erstaufführung der Oper Mathis der Maler in der Rolle der Ursula auf. Die Rheinoper blieb für Gorr auch im weiteren Verlauf ihrer Karriere für sie immer ihr Stammhaus, ein künstlerisches Zuhause, wohin sie regelmäßig für Gastspiele und Neuinszenierungen zurückkehrte. 1957 gastierte sie dort als Ortrud in Lohengrin neben Wolfgang Windgassen in der Titelrolle.
1952 wurde sie erstmals an die Grand Opéra Paris verpflichtet (Antrittsrolle: Magdalene in Die Meistersinger von Nürnberg); 1953 folgte ihr Debüt an der Pariser Opéra-Comique mit der Rolle der Charlotte in Werther. Gorr trat in der Folgezeit regelmäßig an den beiden großen Pariser Opernhäusern auf. An der Opéra-Comique sang sie unter anderem in Oberon, Les Indes galantes von Jean-Philippe Rameau und Rigoletto. Ihr Engagement an der Pariser Oper wurde immer wieder von längeren Abwesenheiten unterbrochen. Gorr war mit den ihr dort angebotenen Rollen unzufrieden, da diese nach ihrer Auffassung nicht ihrer Persönlichkeit entsprachen. 1957, nach mehrmonatigen Auswärtsgastspielen, kehrte sie mit der Rolle der Venus in Richard Wagners romantischer Oper Tannhäuser und der Sängerkrieg auf Wartburg jedoch an die Pariser Oper zurück. Im Juli 1963 trat sie in Paris am Théatre National de l’Opéra erneut in dieser Rolle auf; ihre Partner waren Régine Crespin als Elisabeth und Hans Beirer als Tannhäuser. Bis 1972 sang Gorr immer wieder an der Pariser Oper.
1958 sang sie erstmals bei den Bayreuther Festspielen. Sie sang die Rollen Fricka in Das Rheingold und Die Walküre, Grimgerde in Die Walküre und 1. Norn in Götterdämmerung. 1959 übernahm sie in Bayreuth an der Seite von Sándor Kónya in der Titelrolle die Rolle der Ortrud in der mittlerweile legendären blauen Lohengrin-Inszenierung von Wieland Wagner. Wolfgang Windgassen wünschte sich Gorr als seine Partnerin in Parsifal in Bayreuth; Gorr lehnte jedoch ab, die Rolle der Kundry in Bayreuth zu singen.
1958 gastierte sie erstmals an der Mailänder Scala als Santuzza in Cavalleria rusticana; 1960 sang sie dort die Kundry in Parsifal unter der Leitung von André Cluytens; in der letztgenannten Rolle hatte sie zuvor am Opernhaus von Rom ihr Rollendebüt gegeben. Von 1959 bis 1971 trat Gorr regelmäßig an der Covent Garden Opera in London auf; sie debütierte dort als Amneris in Aida. 1961 sang sie dort die Iphigenie in Iphigénie en Tauride. 1963 trat sie dort, neben Régine Crespin als Elsa, als Ortrud in Lohengrin auf.
1960 folgte Gorrs Debüt an der Wiener Staatsoper. Sie sang dort die Rollen Fricka (Das Rheingold, Die Walküre), Waltraute (Götterdämmerung) und Brangäne (Tristan und Isolde). Von 1962 bis 1966 trat Gorr an der Metropolitan Opera in New York City auf. Sie sang dort in vier Spielzeiten in circa 40 Vorstellungen, unter anderem Amneris in Aida (Debütrolle), Santuzza in Cavalleria rusticana, Azucena in Der Troubadour, Prinzessin Eboli in Don Carlos und Dalila in Samson und Dalila.
Gorr sang beim Edinburgh Festival (1961, als Iphigenie in Iphigénie en Tauride), am Opernhaus von Monte Carlo (1963, als Charlotte in Werther), am Théâtre Royal de la Monnaie in Brüssel, am Teatro San Carlos in Lissabon, am Teatro San Carlo in Neapel (1960 als Fricka in Der Ring des Nibelungen, Brangäne), beim Maggio Musicale in Florenz (1962, als Iphigenie in Iphigénie en Tauride), an der Lyric Opera of Chicago (1962) und an den Opernhäusern von Dallas und Philadelphia.
1972 zog sich Gorr, auf dem Höhepunkt ihrer künstlerischen Laufbahn, von der Opernbühne zurück. Anfang der 1980er Jahre kehrte sie, nach fast zehnjähriger Pause und nach einem vollzogenen Fachwechsel, auf die Opernbühne zurück. Gorr sang nun nicht mehr die dramatischen Mezzosopran- und Altrollen, sondern übernahm in diesen Stimmlagen wichtige Rollen des Charakterfachs. Mit diesen Partien hatte Gorr eine erfolgreiche Alterskarriere.
Sie sang Rollen wie die Mutter in Louise von Gustave Charpentier (1981, Théâtre Royal de la Monnaie), die Zauberin Tavern in Mireille von Charles Gounod (in den 1980er Jahren an der Pariser Opéra-Comique), die Kabanicha in Katja Kabanowa, Herodias in Salome (1990, Opéra de Lyon), Marthe Schwerdtlein in Faust (1994, Opéra de Nantes) und die Amme Filipjewna in Eugen Onegin (1995, Opéra Bastille; 1998 Teatro Nacional de São Carlos, Lissabon). Eine wichtige Altersrolle Gorrs war außerdem die alte Priorin (Madame de Croissy) in der Oper Dialogues des Carmélites, die sie unter anderem in Lyon (1990), Seattle (1990), an der Deutschen Oper Berlin (1994) und am Opernhaus Essen (1998) sang.
Zur Glanzrolle ihrer Alterskarriere wurde jedoch insbesondere die Gräfin in Pique Dame. Gorr gastierte mit dieser Rolle unter anderem in Amsterdam (1994), an der Wiener Staatsoper (Mai/Juni 1999), an der Vlaamse Opera in Gent und Antwerpen (1999, anlässlich ihres 50-jährigen Bühnenjubiläums an der Flämischen Oper) und an der Bayerischen Staatsoper in München (2001). Im Juli 2006 nahm sie mit der Rolle der Gräfin endgültig Abschied von der Opernbühne. Ihren letzten öffentlichen Auftritt hatte sie 2007 anlässlich einer Hommage im Théâtre Royal de la Monnaie in Brüssel.
Gorr starb am 22. Januar 2012 im Alter von 85 Jahren in Benidorm, Spanien, wo sie seit einigen Jahren lebte. Als Todesursache wurden Herzprobleme angegeben.

## Stimme und Tondokumente
Gorr besaß eine „umfangreiche, voluminöse“ Stimme, deren „dramatische Steigerungsfähigkeit“ insbesondere in den Partien des Wagner-Fachs, aber auch in den dramatischen Mezzosopranrollen der italienischen und französischen Opernliteratur bestens zur Geltung kam. Ihre Stimme hatte ein „reiches, metallisches“ Timbre, wurde in der Höhe und im oberen Register jedoch teilweise schrill. Ein Rollenangebot von Georg Solti, die weibliche Titelrolle in Tristan und Isolde zu singen, lehnte Gorr aufgrund der hohen Tessitura der Partie ab. Dies galt auch für die Brünnhilde in Der Ring des Nibelungen, die Windgassen sich von ihr gewünscht hatte.
Neben ihrer überzeugenden stimmlichen Interpretation wurden in Kritiken auch immer wieder Gorrs schauspielerisches Potential, ihre Darstellungskraft und ihre Bühnenpräsenz hervorgehoben, die insbesondere auch in ihren Altersrollen eindrucksvoll zur Geltung kamen.
Gorrs Stimme ist in zahlreichen Operngesamtaufnahmen und Live-Mitschnitten dokumentiert. Gorr spielte dabei schwerpunktmäßig das französische Opernrepertoire ein. Obwohl ursprünglich Belgierin, wurde Gorr immer als französische Sängerin wahrgenommen und galt als Spezialistin für die französische Opernliteratur. Häufig sang sie auch Rollen in weitgehend unbekannten oder wenig gespielten französischen Opern, beispielsweise die Titelrolle in der Oper Padmâvatî von Albert Roussel.
Bei der französischen EMI nahm Gorr unter der Leitung von Georges Prêtre die mittlerweile als legendär geltende Gesamtaufnahme von Samson und Dalila im Studio auf (1962, mit Jon Vickers als Samson). Außerdem sang sie bei EMI die Marthe Schwerdtlein in Faust (1958, unter der Leitung von André Cluytens, mit Victoria de los Angeles, Nicolai Gedda und Boris Christoff als Partnern).
Insbesondere nahm Gorr ihre Rollen des französischen Repertoire für die Schallplatte auf: Geneviève in Pelléas et Mélisande (1953, Philips; Dirigent: Jean Fournet), Marguerite in Le roi d’Ys (1958, Columbia; Dirigent: André Cluytens), Charlotte in Werther (1964, Mondiophonie; Dirigent: Jésus Etcheverry), Mère Marie in Dialogues des Carmélites (1958, EMI; Dirigent: Pierre Dervaux), später auch die Priorin (1992, Virgin; Dirigent: Kent Nagano).
Weitere Studioaufnahmen Gorrs entstanden für Decca und RCA. Sie sang Amneris in Aida unter der Leitung von Georg Solti (Partner: Leontyne Price als Aida, Jon Vickers als Radames), Ortrud unter der musikalischen Leitung von Erich Leinsdorf (wieder mit Sándor Kónya in der Titelrolle) und Fricka in Die Walküre ebenfalls unter Leitung von Erich Leinsdorf (mit Birgit Nilsson als Brünnhilde, George London als Wotan, Jon Vickers als Siegmund, Gré Brouwenstijn als Sieglinde).
Live-Mitschnitte von den Bayreuther Festspielen (1958, 1959) mit Gorr als Fricka und Ortrud wurden mittlerweile bei verschiedenen Labels auf CD veröffentlicht. Ebenso wurde der Live-Mitschnitt des Parsifal aus der Mailänder Scala (1960) mittlerweile auf CD veröffentlicht.